# Justicia xerophila
Justicia xerophila är en akantusväxtart som beskrevs av W. W. Smith. Justicia xerophila ingår i släktet Justicia och familjen akantusväxter. Inga underarter finns listade i Catalogue of Life.